# Herman Wrangel

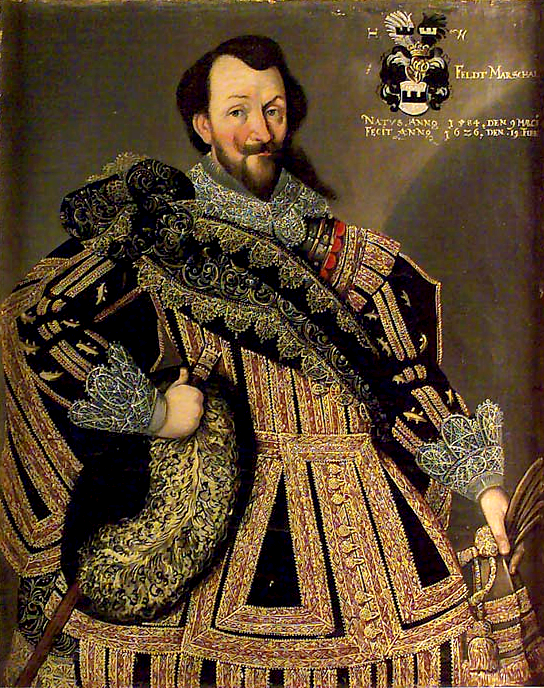
Herman Wrangel

Herman von Wrangel (ur. w 1584 lub 1587, zm. 11 grudnia 1643 w Rydze) – szwedzki wojskowy i polityk mniejszości niemieckiej w Inflantach, od 1621 marszałek polny, w 1630 kanclerz, 1643 gubernator generalny szwedzkiej Liwonii. 

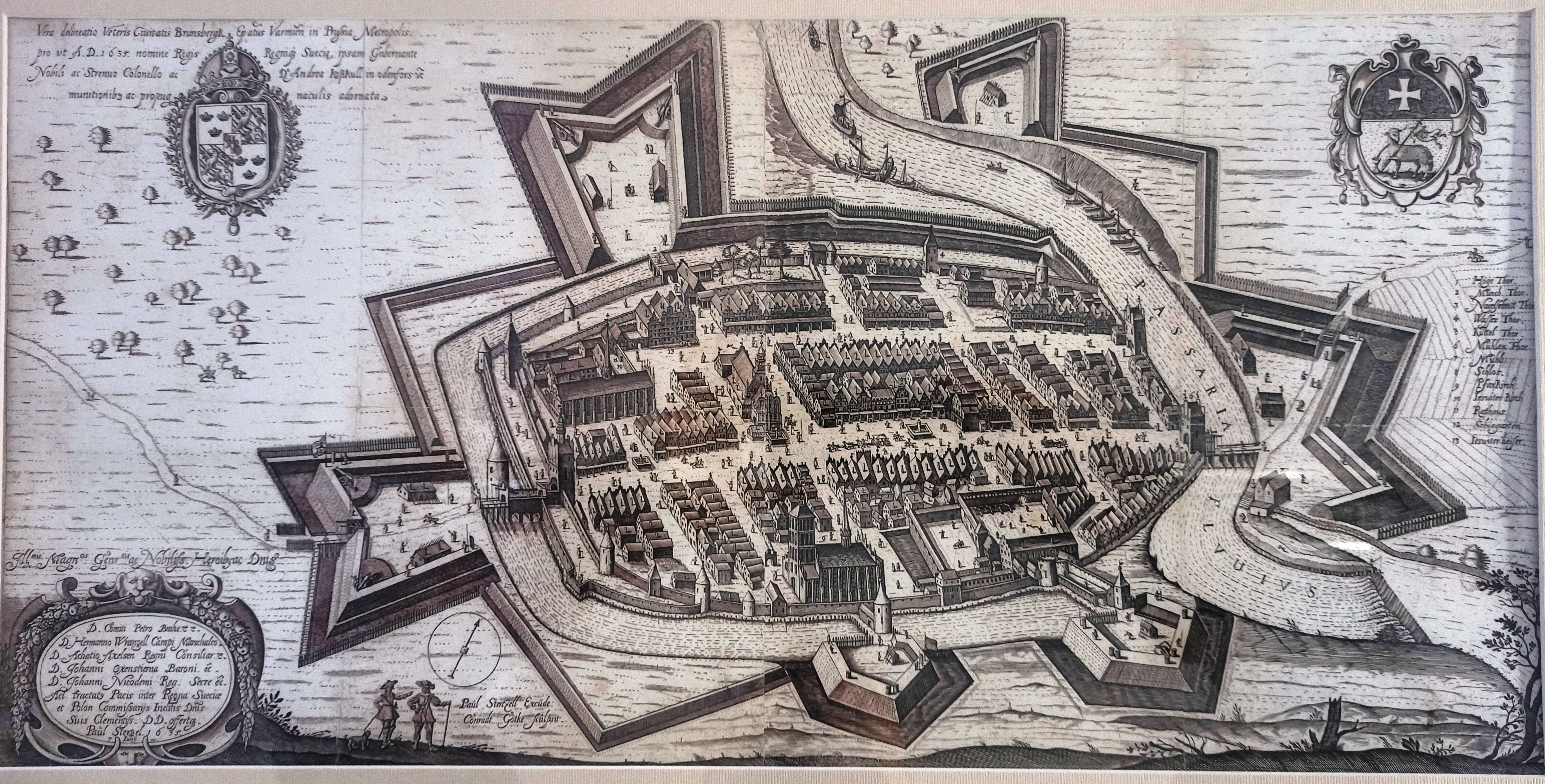
Plan Braniewa z 1635 roku z wyróżniającym się systemem fortyfikacji, których twórcą był Herman Wrangel

Dowódca m.in. w wojnie polsko-szwedzkiej 1626–1629. W latach 1633–1635 przebywał w Braniewie, w którym stworzył imponujący ciąg murów obronnych, uwieczniony na planie miedziorytu Paula Stertzla i Conrada Götke.
Ojciec Marii Christine i Carla Gustafa Wrangla. 